# Metakrytyka
Metakrytyka – ogół wypowiedzi krytycznych, których treść dotyczy uprawiania krytyki literackiej i artystycznej, kryteriów, jakimi posługują się krytycy, ocen itp. Teksty krytyczne poświęcone samej krytyce.